# Жилой дом работников Всесоюзного института экспериментальной медицины
Жилой дом работников Всесоюзного института экспериментальной медицины — памятник архитектуры. Расположен в Санкт-Петербурге, современный адрес дома — Каменноостровский проспект, 69, 71.
До 1917 года владельцами участка были купец Ф. А. Алферов и К. В. Марков. В 1914 года в торце участка планировалось разместить комплекс двухэтажных этажей, соединённых арками, с каретными сараями и конюшнями, с жилыми помещениями для обслуги (по проекту В. А. Щуко). На участке стоял дом, в котором размещался магазин, торговавший кретоновым ситцем и платками, товарами из тонких тканей и коленкором товарищества Шлиссельбургской ситценабивной мануфактуры.
Современный дом построен в 1936—1937 годах по проекту Н. Е. Лансере, планировка — А. Ф. Рюмина, отделка клубного зала и парадного входа — О. Н. Шилина, декор выполнил Рассадин А. А.. Фасадная линия изломана с выдвижением вперёд боковых частей дом, отступом назад от красной линии центральной части. Фасад украшен лоджиями, эркерами, эмблемами и скульптурой (лепные изображения подопытных животных — собак, кошек, кроликов, а также микроскопы, медицинские весы, мензурки), стена фактурно обработана. Нижний этаж облицован естественным и искусственным тёмно-серым гранитом, в остальной части здания стены золотисто-тёплого тона. В доме есть уличный, 6-этажный корпус, и дворовый. Главный корпус разделён на 47 квартир и клуб. Квартиры 2-х, 3-х и 4-комнатные, при этом подсобные помещения сделаны небольшими. На первом этаже — магазин.
В доме жил Д. Н. Насонов, Владимир Иванович Павлов, в 1944—1956 годах — Владимир Георгиевич Гаршин, Ефим Семенович Лондон, Анатолий Александрович Смородинцев. На доме размещены мемориальные доски в честь Дмитрия Андреевича Бирюкова, Константина Михайловича Быкова (жил в доме с 1935 по 1951 год) и Алексея Алексеевича Заварзина (жил с 1932 по 1941 год).

## Галерея

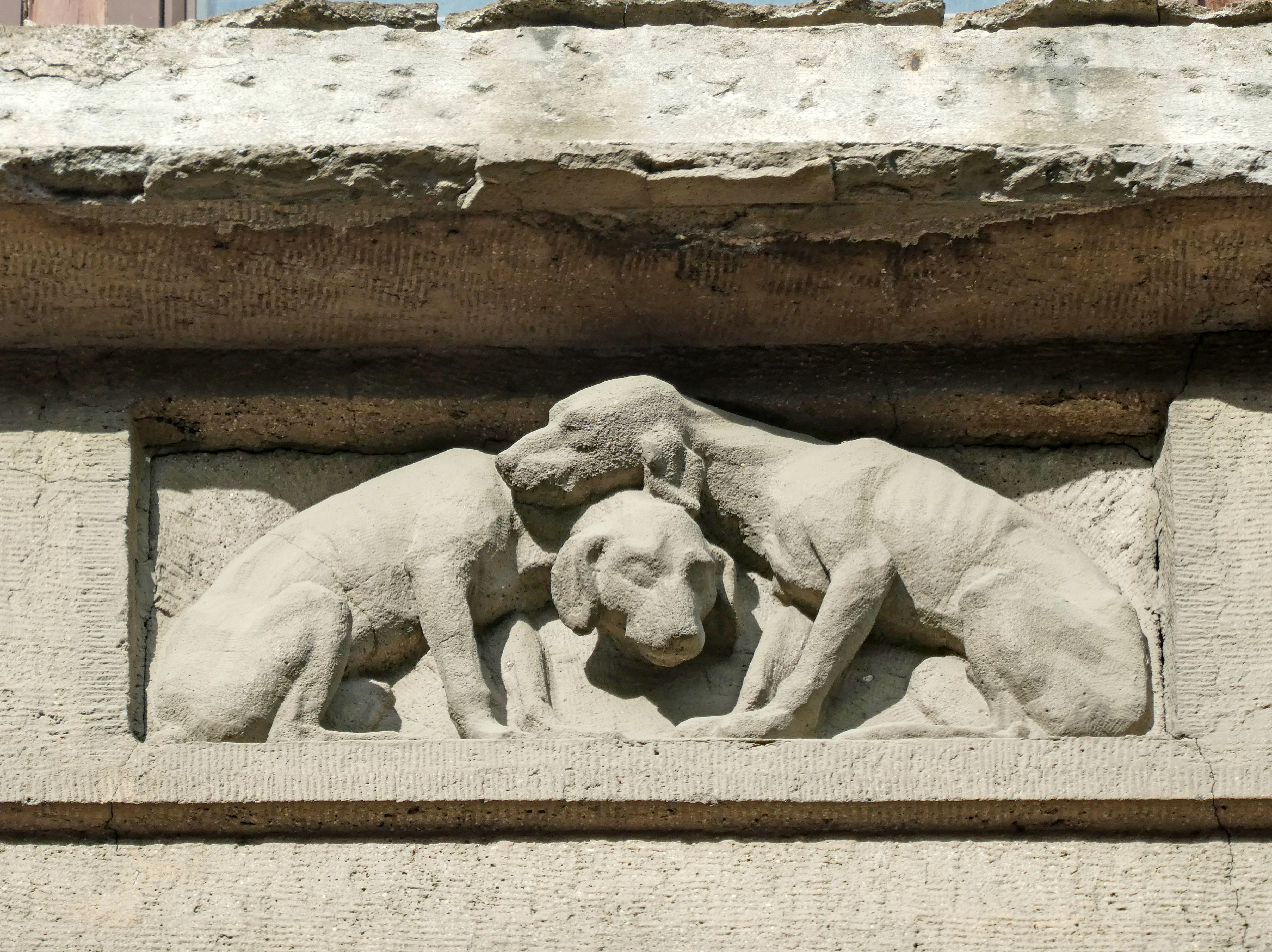
Украшение фасада, собаки
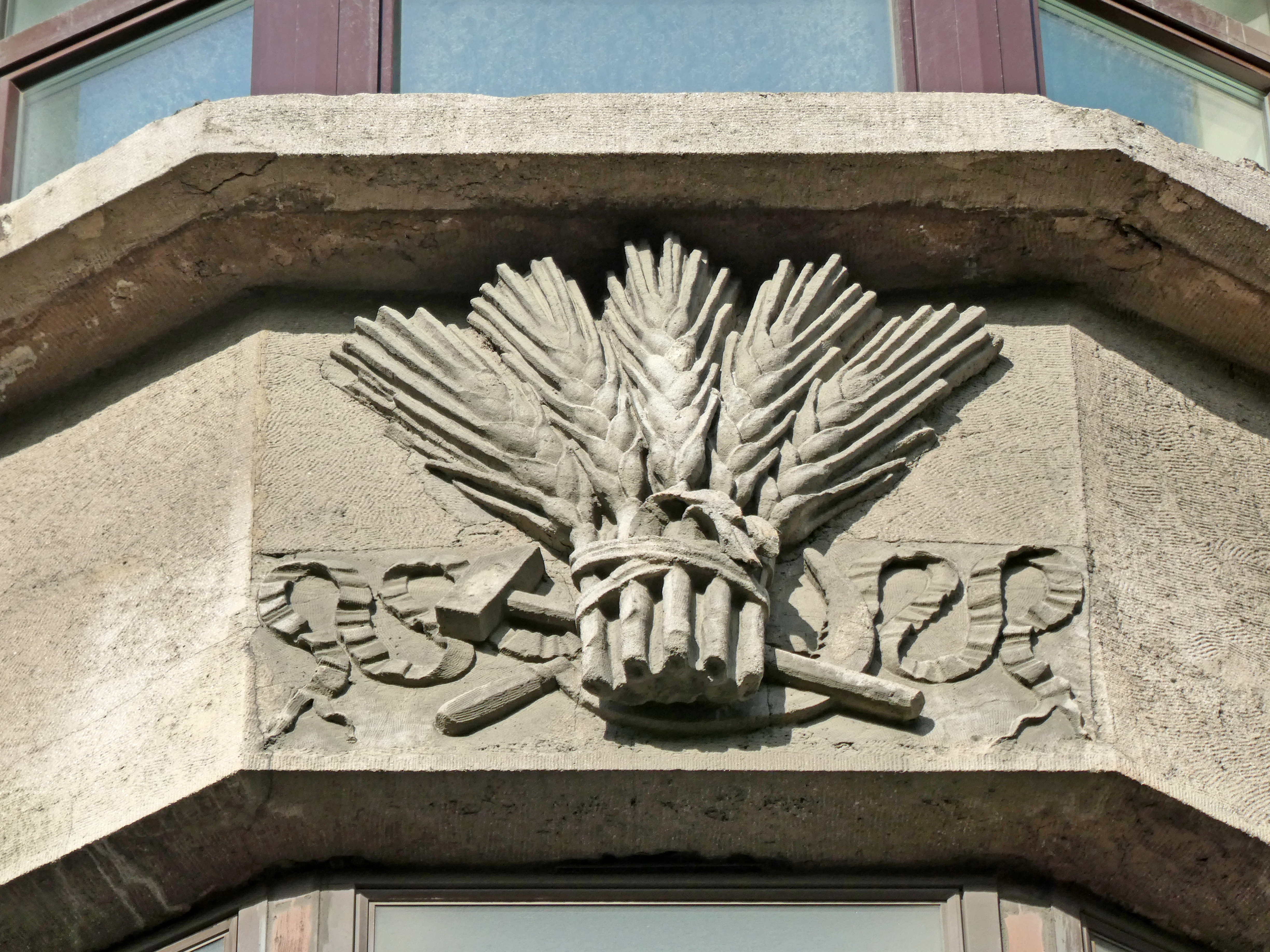
Скульптурное украшение
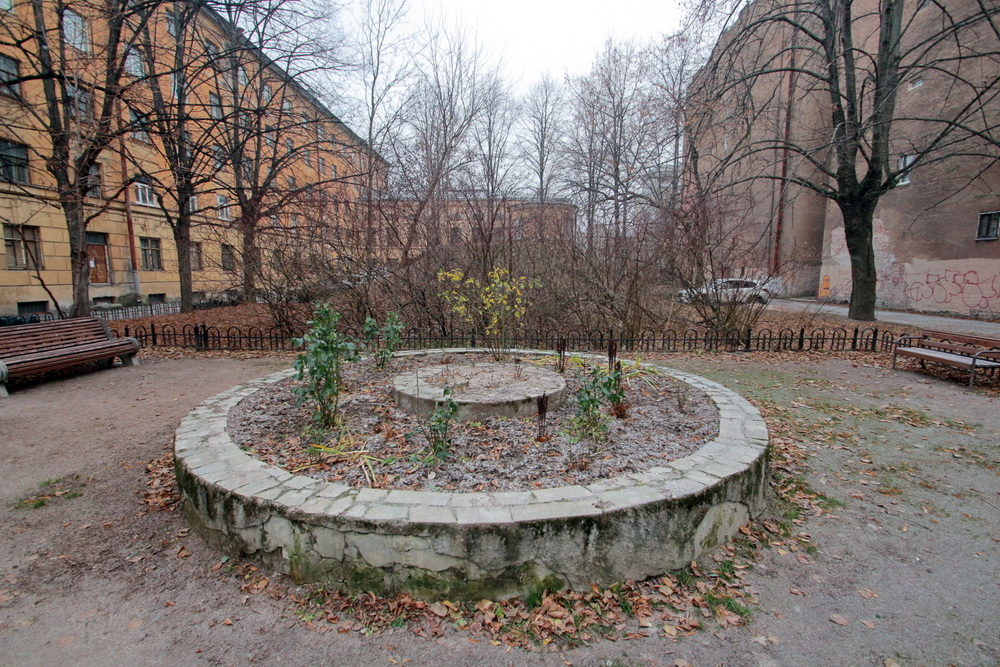
Фонтан во дворе дома
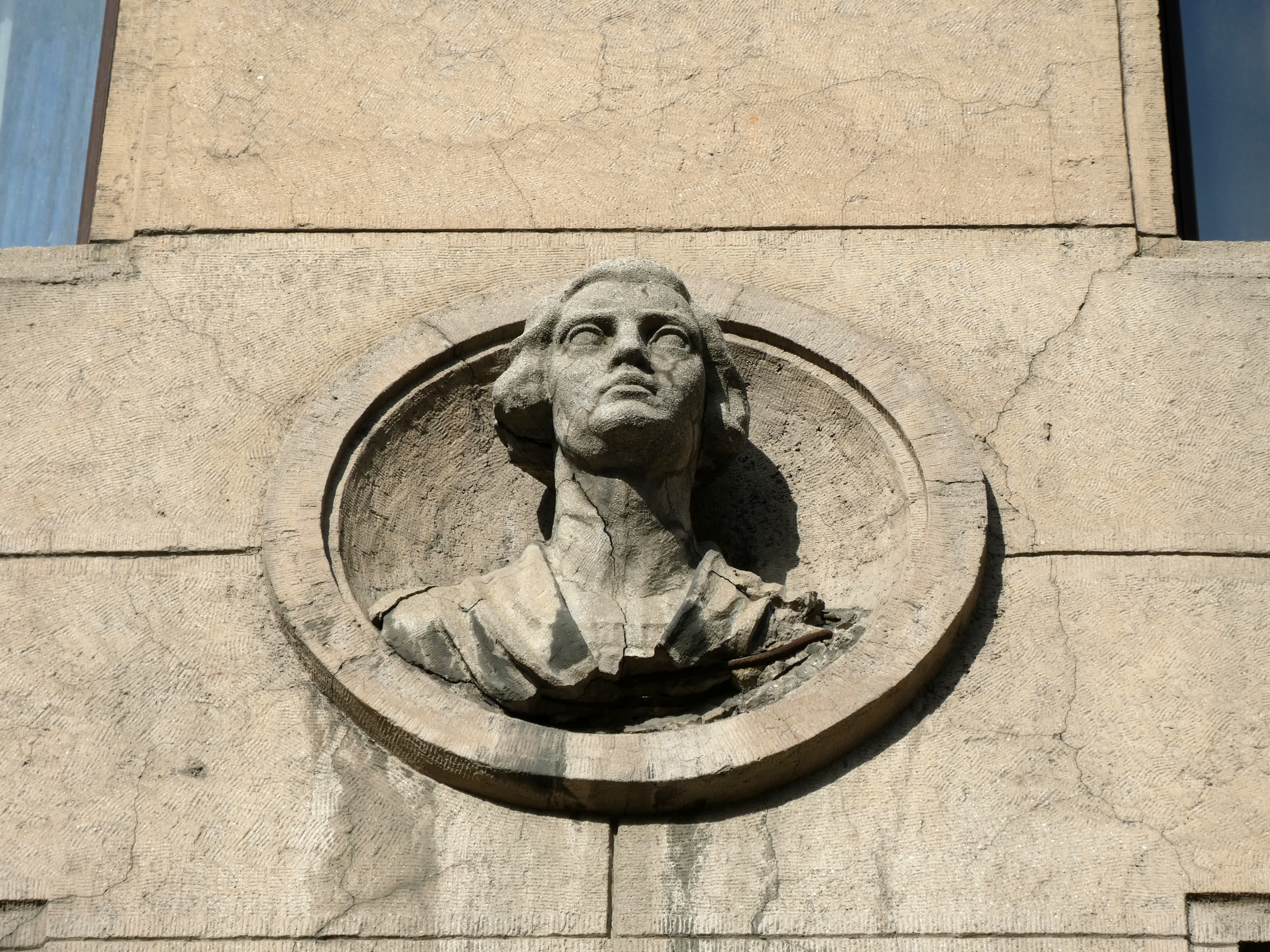
Скульптурное украшение
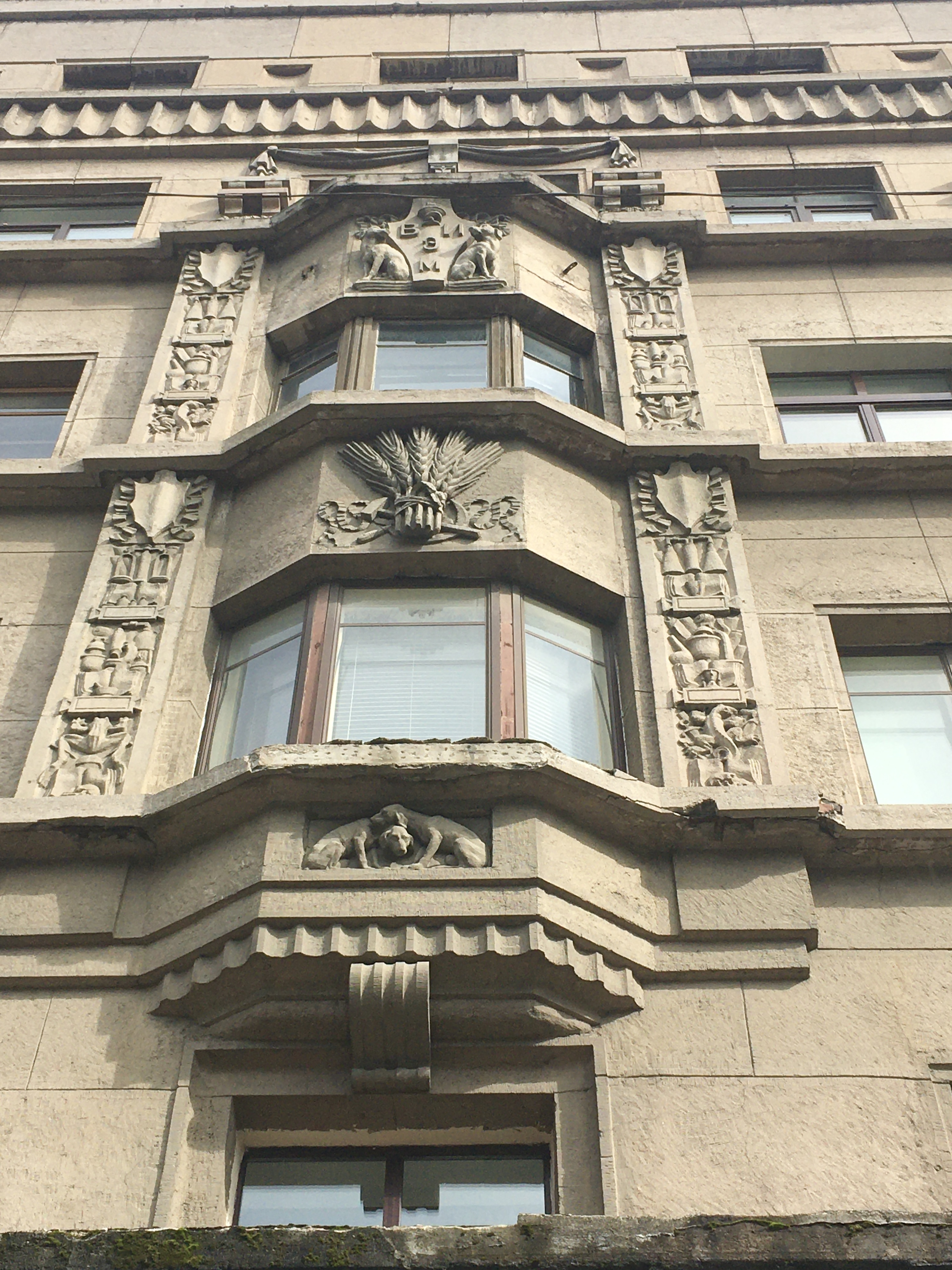
Эркер дома